# 11ª Armata delle guardie
L'11ª Armata delle guardie (in russo 11-я гвардейская армия?, 11-ja gvardejskaja armija) è stata una formazione sovietica e poi russa di terra attiva dal 1943 al 1997, che trasse le sue origini dalla formazione della 16ª Armata sovietica nel giugno-luglio del 1940.

## Storia

### Seconda guerra mondiale
Prima dell'Operazione Barbarossa, il quartier generale della 16ª Armata venne istituito nel luglio del 1940 nel Distretto militare del Transbaikal (unendo le forze dispiegate nella Dauria). Il comando venne preso dal tenente generale Michail Lukin. Nel giugno del 1941 venne ricollocata (con sei divisioni transbaikaliane) in Ucraina e subordinata al Distretto militare speciale di Kiev. Il quartier generale dell'Armata venne dismesso l'8 agosto 1941 dopo l'accerchiamento ad ovest di Smolensk, sul fronte occidentale sovietico. Per la sua prodezza in battaglia, la seconda formazione della 16ª Armata venne riorganizzata il 16 aprile 1943 nella 11ª Armata delle guardie.
Al 1º gennaio 1943, l'11ª Armata delle guardie era costituita dall'8º Corpo fucilieri delle guardie (l'11ª, 26ª e 83ª Divisione fucilieri), dal 16º Corpo fucilieri delle guardie (1ª, 16ª e 31ª delle guardie, 169ª Divisione fucilieri), dalla 5ª, 18ª e 84ª Divisione fucilieri delle guardie, dalla 108ª e 217ª Divisione fucilieri, molte divisioni d'artiglieria, unità corazzate e da altre unità di supporto. L'Armata prese parte all'offensiva di Orël (Operazione Kutuzov), Brijansk e Gorodok, all'Operazione Bagration e Gumbinnen, all'offensiva della Prussia Orientale ed infine alla battaglia di Königsberg sotto il comando di Ovanes Chačaturovič Bagramjan.
L'armata concluse la guerra nella regione di Königsberg.

### Periodo postbellico
Nel luglio del 1946, le sedi dell'armata furono usati per la creazione dei quartier generali del Distretto speciale militare. Il 26 febbraio del 1946, le sedi del distretto furono riorganizzati in quelle dell'armata, come parte del Distretto militare del Baltico. Dopo la sua riforma, l'armata era costituita dagli stessi corpi con i quali aveva concluso la guerra – l'8º guardie a Černjachovsk, il 16º guardie a Kaliningrad e il 36º guardie a Gusev (in seguito Černjachovsk). L'8ª Divisione fucilieri delle guardie del 36º Corpo venne sciolta nel corso dello stesso anno, e in inverno e primavera la 31ª Divisione fucilieri delle guardie del 16º Corpo e la 18ª Divisione fucilieri delle guardie del 36º Corpo diventarono rispettivamente la 29ª e 30ª Divisioni meccanizzate delle guardie. Nel giugno del 1946, l'8a guardie fu trasferita nel corpo delle truppe aviotrasportate sovietiche e ricollocata a Polack, e le sue Divisioni fucilieri delle guardie 11ª e 83ª furono dismesse.
Dalla fine del 1946 al 1956, l'11ª Armata delle guardie includeva il 16º Corpo fucilieri delle guardie con la 1ª e 16ª Divisione fucilieri delle guardie, e la 28ª Divisione meccanizzata delle guardie, il 36º Corpo fucilieri delle guardie con la 5ª e 26ª Divisione fucilieri delle guardie, la 30ª Divisione meccanizzata delle guardie e l'indipendente 1ª Divisione corazzata (con gli ex corpi dello stesso numero). Il colonnello generale Pavel Batov comandò l'armata tra il 1950 e il 1954. Nell'estate del 1959, il 10º Corpo fucilieri arrivò dal Distretto militare degli Urali e la 26ª Divisione fucilieri delle guardie e la 71ª Divisione meccanizzata (da Ivanovo) furono subordinate ad esso. Nella primavera del 1957, tutte le divisioni fucilieri delle guardie dell'armata furono riorganizzate in divisioni meccanizzate, mantenendo il loro numero ad eccezione per la 71ª, che divenne la 119ª. La 28ª Divisione meccanizzata delle guardie divenne la 40ª Divisione corazzata delle guardie. Verso la fine degli anni cinquanta, i corpi dell'armata furono sciolti, assieme alla 5ª e 16ª Divisione meccanizzata delle guardie. Nel novembre del 1964, la 30ª guardie divenne la 18ª, e la 119ª divenne la 265ª, sebbene quest'ultima sarebbe stata poi trasferita nell'estremo oriente sovietico.
Durante il corso della guerra fredda, l'organizzazione dell'armata rimase prevalentemente invariata. Il 22 febbraio 1968, venne premiata con l'Ordine della bandiera rossa per il 50º anniversario delle forze armate sovietiche. Ad agosto dello stesso anno, la 18ª Divisione meccanizzata delle guardie partecipò all'Invasione della Cecoslovacchia e alla sua conclusione si unì al Gruppo centrale delle forze in Cecoslovacchia. Da quel momento in poi, l'esercito comprendeva quattro divisioni: la 1ª (situata a Kaliningrad) e la 26ª (a Gusev) meccanizzata delle guardie, la 40ª (Sovetsk) e la 1ª (Kaliningrad) carri delle Guardia. Le divisioni carro armato furono mantenute ad una forza più alta rispetto alle divisioni meccanizzate, e la 1ª meccanizzata delle guardie venne mantenuta ad una forza ridotta con quasi nessuna artiglieria e pochi veicoli corazzati. Il 28 agosto 1988, i battaglioni missilistici delle divisioni dell'armata furono usati per formare la 463ª Brigata missilistica, subordinata direttamente al quartier generale dell'armata. Poiché le dimensioni delle forze sovietiche furono ridotte verso la fine della guerra fredda, la 26ª Divisione fu ridimensionata nella 5190ª base di deposito di armi e equipaggiamento delle guardie nel settembre 1989. Quando le truppe sovietiche si ritirarono dall'Europa orientale nel 1991, la 18ª Divisione meccanizzata delle guardie fece ritorno a Gusev, la 5190ª base delle guardie venne sciolta, e l'11ª Brigata razzi delle guardie fu trasferita a Černjachovsk.
All'inizio del 1991, l'11ª Armata delle guardie includeva 620 carri armati, 753 BMP e BTR, 239 cannoni, mortai e lanciarazzi multipli, 71 elicotteri d'attacco e 38 elicotteri da trasporto.
L'armata venne sciolta il 1º febbraio 1997 con la riforma delle forze di difesa terrestri e costiere della Flotta del Baltico.

## Comandanti
I seguenti generali hanno comandato l'11ª Armata delle guardie.
- Tenente generale Ivan Bagramjan (1943)
- Maggior generale Aleksandr Ksenofontov (1943)
- Colonnello generale Kuzma Galitskij (1943–24 ottobre 1946)
- Colonnello generale Aleksandr Gorbatov (25 ottobre 1946–27 marzo 1950)
- Colonnello generale Pavel Batov (27 marzo 1950–8 giugno 1954)
- Colonnello generale Pëtr Koševoj (8 giugno 1954–15 luglio 1955)
- Tenente generale Iosif Gusakovskij (15 luglio 1955–16 aprile 1958)
- Tenente generale Efim Marzoenko (16 aprile 1958–23 settembre 1960)
- Colonnello generale Michail Povalij (23 settembre 1960–13 dicembre 1961)
- Tenente generale Chačik Hamparian (13 dicembre 1961–19 marzo 1966)
- Tenente generale Aleksandr Altunin (19 marzo 1966–28 giugno 1968)
- Tenente generale Jurij Naumenko (28 giugno 1968–16 ottobre 1971)
- Tenente generale Dmitrij Suchorukov (4 novembre 1971–20 marzo 1974)
- Tenente generale Aleksandr Ivanov (20 marzo 1974–marzo 1979)
- Tenente generale Jurij Petrov (marzo 1979–luglio 1982)
- Tenente generale Vladimir Platov (luglio 1982–1984)
- Maggior generale Georgij Saburov (1984)
- Tenente generale Fëdor Melnyčuk (1984–1988)
- Maggior generale Jurij Grekov (1988–4 gennaio 1989)
- Tenente generale Anatolij Koreckij (1989–1991)
- Tenente generale Andreij Nikolaev (febbraio–luglio 1992)